# Jelena Belevskaja
Jelena Vasiljevna Belevskaja (belarusiska: Алена Васілеўна Бялеўская), född den 11 oktober 1963 i Jevpatorija, Ukrainska SSR, Sovjetunionen, är en vitrysk före detta friidrottare som under början av sin karriär tävlade för Sovjetunionen i längdhopp.
Belevskaja deltog vid VM inomhus 1987 där hon blev bronsmedaljör med ett hopp på 6,76. Samma år blev hon silvermedaljör vid VM utomhus i Rom, efter Jackie Joyner-Kersee, denna gång med ett hopp på 7,14. Samma år noterade hon även sitt personliga rekord 7,39 en längd som placerar henne som sexa genom alla tider.
Hon deltog även vid Olympiska sommarspelen 1988 i Seoul där hon slutade på fjärde plats. Hennes sista mästerskap var VM 1991 där hon slutade på åttonde plats. 